# Aqualung (album)
Pour les articles homonymes, voir Aqualung.
Albums de Jethro Tull
Benefit
(1970) Thick as a Brick
(1972)
Singles
1. Hymn 43
Sortie : 14 août 1971
2. Locomotive Breath
Sortie : 1971 (États-Unis et Europe, hors Royaume-Uni)

Aqualung est le quatrième album studio du groupe britannique de rock progressif Jethro Tull, sorti en 1971 par le label Chrysalis Records. Il est considéré, malgré un désaccord des membres du groupe à ce sujet, comme un album-concept abordant le thème de la distinction entre Dieu et la religion. Ian Anderson compose et écrit l'intégralité des chansons ; il produit également l'album avec l'aide de Terry Ellis. Deux singles sont extraits d'Aqualung, Hymn 43 et Locomotive Breath.
L'album est enregistré aux Island Studios à Londres, avec John Evan et Jeffrey Hammond qui participent à leur première séance d'enregistrement avec le groupe, respectivement en tant que claviériste et bassiste, Hammond palliant le départ de Glenn Cornick. Le batteur Clive Bunker quittera Jethro Tull quelques mois après la parution d'Aqualung. L'album représente un tournant notable quant au style du groupe, marqué par l'utilisation accrue des claviers et par l'inclusion de brèves ballades simplement accompagnées d'une guitare acoustique, qui contrastent avec la brutalité hard rock des moments forts du disque. Il consacre l'orientation de Jethro Tull vers le rock progressif, genre prépondérant dans les albums subséquents du groupe. Aqualung traite de thèmes récurrents : critique sociale et scepticisme religieux s'entrelacent au fil des chansons, même si les paroles de Ian Anderson abordent parfois des sujets plus personnels.
Plus de 7 millions de copies d'Aqualung sont vendues, en faisant l'incontestable succès de la formation britannique. L'accueil critique est très favorable, l'album figurant régulièrement dans des classements établis par les critiques. Grâce au succès commercial international de l'album, Jethro Tull accède à une notoriété mondiale et s'impose comme un des pionniers du rock progressif britannique.

## Historique

### Contexte

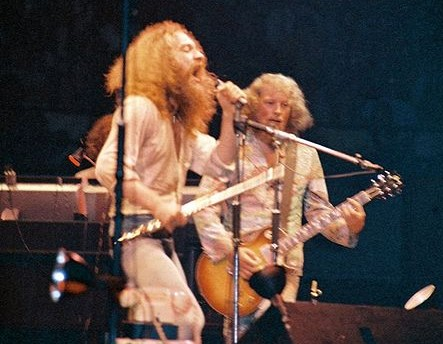
Ian Anderson et Martin Barre sur scène à Chicago, en 1973.

Jethro Tull est un groupe britannique de rock progressif formé en 1967, originaire de Luton, dans le Bedfordshire en Angleterre. Le style du groupe est clairement reconnaissable par le chant, la guitare acoustique et le jeu de flûte de son leader Ian Anderson, qui mène la formation depuis ses débuts, ainsi que par la guitare de Martin Barre, qui rejoint le groupe en 1969 après le départ du premier guitariste Mick Abrahams,. Bien qu'étant généralement classifiée comme appartenant au registre du rock progressif, la musique de Jethro Tull emprunte en fait à plusieurs genres distincts : après un premier album blues rock, le groupe incorpore dans ses chansons des mélodies propres à la musique classique, au folk ou au jazz, tout en maintenant un son hard rock observable sur la majorité de leur œuvre. Le groupe est également renommé pour la complexité des textes de Ian Anderson, imagés et métaphoriques, souvent marqués par l'usage de la satire ou de l'ironie. Tout au long de leur carrière longue de plus de 40 ans, la formation vend plus de 60 millions d'albums à travers le monde, collectant au passage 11 disques d'or et 5 disques de diamant,. Ces chiffres font de Jethro Tull l'un des groupes britanniques ayant connu le plus de succès commercialement, au même titre que Led Zeppelin, Pink Floyd ou les Rolling Stones.
En 1970, un an avant Aqualung, le groupe sort son troisième album, Benefit. Ce dernier confirme le tournant pris dans le style musical de la formation britannique, qui abandonne le blues rock du premier album This Was au profit d'un son rock progressif, déjà observé sur Stand Up en 1969. Si le succès commercial de Benefit est bien au rendez-vous, atteignant la 3e place des charts britanniques et obtenant un disque d'or pour 500 000 exemplaires vendus, l'album reçoit un accueil plus nuancé des critiques, qui jugent l'album moins bon musicalement que le précédent. Jack Shadoian du magazine Rolling Stone décrit l'album comme « atone », interprété « mécaniquement » et de manière « découragée », blâmant également au passage le chant d'Anderson. Néanmoins, le succès commercial que rencontre l'album permet au groupe d'accroître sa notoriété sur la scène rock de l'époque, lui donnant l'occasion d'entamer une tournée britannique mais aussi américaine, comme en témoigne leur concert au Atlanta Pop Festival de juillet 1970 devant plus de 200 000 personnes, aux côtés de musiciens à la carrière internationale confirmée, comme Jimi Hendrix, B. B. King ou encore Johnny Winter. De retour en Angleterre, le groupe prend une pause de cinq semaines, puis se produit au festival de l'île de Wight le 30 août, cette fois devant une foule de plus de 600 000 personnes, partageant l'affiche avec notamment Jimi Hendrix, The Who et Kris Kristofferson,. C'est donc après cette tournée prolifique que le groupe décide de retourner en studio, pour enregistrer son quatrième album en décembre 1970.

### Enregistrement et production
Pour Aqualung, Ian Anderson fait appel à John Evan, qui intègre le groupe en tant que claviériste permanent. Anderson a rencontré John à la Blackpool Grammar School où tous deux ont été élèves. Evan a déjà fait partie d'un groupe avec Anderson et Jeffrey Hammond, nommé « The Blades » (qui sera plus tard intitulé « The John Evan Band »), formé en 1963, en tant que batteur. Il décide malgré tout de quitter la formation en 1968, préférant poursuivre ses études en pharmacie. Néanmoins, Evan ne rompt pas tout lien avec Ian Anderson, puisque ce dernier fait appel à lui en tant que musicien de studio pour enregistrer certaines parties de piano et d'orgue Hammond sur Benefit, après ses journées d'études,. Sa maîtrise des claviers s'explique avant tout par la formation de professeur de piano de sa mère, qui l'initie à l'instrument dès l'âge de 4 ans,. Ian Anderson parviendra même à le convaincre de suivre le groupe en tournée en Angleterre et aux États-Unis. C'est donc dans la continuité de cette collaboration que John Evan rejoint les membres de Jethro Tull en studio pour l'enregistrement de leur quatrième album.
Si Ian Anderson parvient à trouver un claviériste, il rencontre un autre problème lié à la composition du groupe : le bassiste original, Glenn Cornick, qui fait partie de Jethro Tull depuis sa formation en 1967, est viré du groupe après la tournée américaine de 1970. Anderson justifie cette décision qu'il a prise lui-même par les riffs lourds de la basse de Cornick, qui ne s'adaptent pas au son orienté rock progressif que recherche le groupe à l'époque. En vérité, l'une des raisons principales de l'éviction du bassiste est son style de vie, jugé inadéquat par Anderson ; le tempérament festif de Cornick pendant la tournée américaine, ainsi que son recours à la drogue et à l'alcool, entre autres, poussent le leader de Jethro Tull à l'écarter de la formation. Cependant, avant son départ, Cornick participe à la composition de plusieurs chansons qui apparaîtront sur l'album, dont Wond'ring Again, la version originale de Wond'ring Aloud, cinquième piste de l'album. Cornick enregistre également une première version de My God avec le groupe, qui ne sera finalement pas incluse sur l'album à sa sortie. Le bassiste exprime d'ailleurs son incompréhension vis-à-vis de la décision d'Anderson d'écarter cette dernière : « C'était une excellente version qui n'a pas été incluse sur l'album. Je ne sais pas pourquoi Ian a modifié une grande partie des paroles. Je me rappelle, en tant que membre du groupe, que nous la jouions pour plus d'un an. J'étais très accoutumé à la chanson et je pense que nous l'interprétions très bien. Nous avions aussi enregistré quelques autres morceaux, mais leur titre m'était inconnu ».

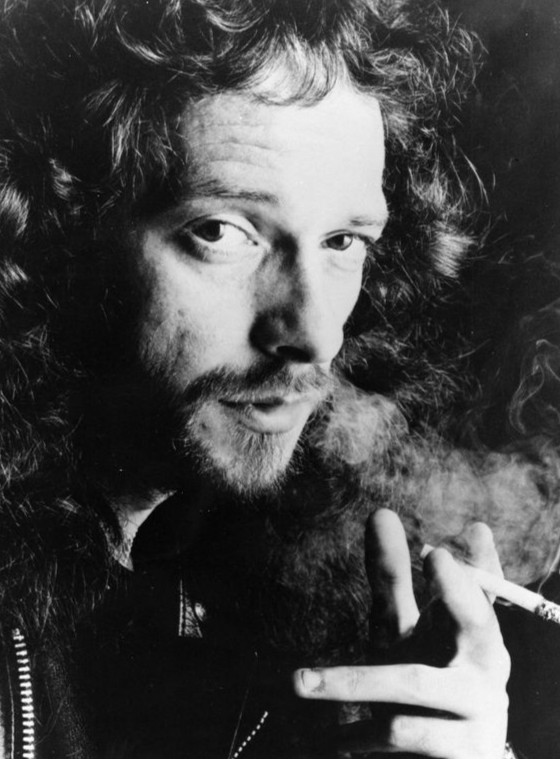
Ian Anderson est le principal parolier et compositeur du groupe.

Désormais à la recherche d'un nouveau bassiste pour le groupe, Anderson décide d'appeler son ami Jeffrey Hammond (qui ne joue pas d'orgue du même nom !), qu'il a côtoyé à l'époque du groupe « The Blades » (formé avec John Evan d'ailleurs), pour lui demander s'il acceptait de rejoindre les quatre autres membres pour l'enregistrement d'Aqualung,. L'occasion offerte par Ian s'est présentée à point pour Hammond, récemment diplômé de l'école d'art, et, victime de quelques problèmes financiers, ne parvenant pas à subvenir à tous ses besoins par sa formation de peintre, comme il l'affirme lui-même : « J'ai eu beaucoup de chance de me trouver au bon endroit au bon moment, et de pouvoir bénéficier du réseau des anciens. C'était vraiment une formidable opportunité, très excitante. Dès la fin de la tournée américaine, nous avons commencé à enregistrer Aqualung et à nous préparer pour une nouvelle tournée ». Jeffrey Hammond accepte donc de rejoindre Jethro Tull pour enregistrer Aqualung, et bien qu'il ait éprouvé au début quelques difficultés à jouer quelques notes de basses plus élaborées, il retrouve vite son habileté grâce aux conseils de Ian Anderson et est ainsi apte pour les sessions d'enregistrement,.
En outre, David Palmer, qui travaille avec le groupe depuis l'album This Was, s'occupe des arrangements orchestraux sur l'album. Il finira par rejoindre officiellement Jethro Tull en 1976, en tant que claviériste. Enfin, Terry Ellis se charge de la production, même si Ian Anderson admettra plus tard qu'il a considéré l'idée de travailler avec quelqu'un d'autre : « Je suis allé voir George Martin, le célèbre producteur des Beatles, pour lui demander des conseils sur la production de l'album, car je trouvais la tâche assez accablante. Mais il m'a plutôt conseillé : puisque je m'en sortais bien, il n'y avait aucune raison que je ne fasse pas cela moi-même ».
Le groupe commence l'enregistrement de l'album deux semaines seulement après le remplacement de Glenn Cornick à la basse par Jeffrey Hammond. La complexité des morceaux d'Aqualung et les quelques difficultés que connaissent les membres du groupe lors des sessions font que l'enregistrement a pris plus de temps que d'habitude, du fait de nombreuses répétitions et de longues discussions au studio. Pour le lieu, si Jethro Tull est habitué aux Studios Morgan (où sont enregistrés ses deux précédents albums Stand Up et Benefit), le groupe opte cette fois pour les Island Studios, à Basing Street, le lieu étant affilié à leur label Chrysalis Records. Jethro Tull rencontre Led Zeppelin, autre célèbre groupe de hard rock britannique, qui enregistrait son quatrième album au même moment. Deux studios étant disponibles, Jethro Tull obtiennent le plus large, Led Zeppelin préférant travailler dans le petit. Consistant en une ancienne église, les Island Studios disposent des dernières innovations en termes d'enregistrement. Néanmoins, Ian Anderson exprimera par la suite son insatisfaction vis-à-vis du lieu, se plaignant de la mauvaise qualité sonore, jugeant que tout semblait « discordant » et « désagréable », rendant l'enregistrement assez difficile,.
De plus, le mastering pose quelques problèmes, Ian Anderson n'étant pas satisfait du résultat final des sessions. Plusieurs essais sont donc réalisés pour aboutir à un niveau de qualité sonore convenable. En outre, le label de Jethro Tull impose des délais assez serrés au groupe pour l'enregistrement de l'album, n'excédant pas « trois ou quatre semaines ». Ian Anderson évoque aussi l'utilisation fréquente de la technique de l'overdubbing (ou re-recording), consistant à enregistrer le chant et l'orchestre séparément. Il juge même l'enregistrement d'Aqualung similaire à celui d'un album de Pink Floyd, tant le groupe a eu recours à des techniques plus ou moins élaborées. Le vaste studio, visiblement plus convenable pour un orchestre, gêne considérablement les cinq membres, ce qui fait que le groupe a parfois dû enregistrer dans le studio initialement attribué à Led Zeppelin. Si les deux groupes s'entendent bien, Ian Anderson admettra par la suite entretenir une relation assez complexe avec le chanteur Robert Plant. Finalement, en février 1971, le groupe achève l'enregistrement de l'album, qui sort un mois plus tard.

## Parution et accueil

### Accueil critique
Aqualung reçoit un accueil critique favorable à sa sortie. Ben Gerson de Rolling Stone loue la « belle musicalité » de l'album et l'« éminente organisation et structure des chansons », désignant le groupe comme à la fois « sérieux et intelligent ». Le magazine complimente également la « sophistication musicale » d'Aqualung, qui arrive à s'élever au niveau des thèmes qu'il choisit de traiter, décelant ainsi une nette progression du groupe par rapport à ses trois premiers albums studios. Néanmoins, Ben Gerson blâme l'excessif sérieux des paroles de Ian Anderson, jugeant que la gravité des thèmes abordés a eu pour conséquence d'« amoindrir » la qualité globale de l'album. Bruce Eder de AllMusic salue quant à lui la profondeur des thèmes abordés dans Aqualung, qui, associés à la qualité des mélodies folk et rock présentes dans ce dernier, contribuent à faire de l'album une œuvre majeure dans la discographie du groupe. Le critique signale aussi comment Jethro Tull, en affirmant son scepticisme religieux, se positionne à contre-courant des principales tendances de l'époque.

## Caractéristiques artistiques

### Style musical
Les chansons sur Aqualung couvrent une large variété de styles musicaux, avec des éléments de folk, de blues, de musique psychédélique et de hard rock. L'utilisation récurrente de « riffs lourds » sur certains morceaux tels que Locomotive Breath, Hymn 43 et Wind Up est considérée comme un des facteurs ayant contribué au succès commercial que connaîtra le groupe après la sortie de l'album. En effet, selon AllMusic, Jethro Tull, après Aqualung, acquiert une notoriété considérable qui lui permet de devenir « incontournable » sur les radios,. Les chansons Cheap Day Return, Wond'ring Aloud, Mother Goose et Slipstream sont des morceaux acoustiques courts qui contraste avec le style hard rock des autres morceaux de l'album. Ian Anderson affirme qu'il a été particulièrement inspiré par des musiciens folk, notamment Roy Harper et Bert Jansch, lors de l'écriture et la composition de l'album.

### Thèmes et composition
Aqualung est perçu à sa sortie par la presse comme un album-concept, du fait des thèmes récurrents abordés par Jethro Tull au fil des chansons. La nature de ces derniers donnera lieu à une réception mitigée d'une partie de la critique, qui considère que le groupe s'attaque à des sujets trop complexes. Toutefois, Bruce Eder de AllMusic reconnaît que les « méditations austères » du groupe sur la foi et la religion font d'Aqualung l'un des albums les plus « intellectuels » à avoir rencontré un aussi important succès commercial. L'album est par ailleurs fréquemment considéré comme l'exemple même de l'album-concept dans les cercles académiques,,. Ian Anderson réfutera systématiquement ces allusions, assurant que les chansons partagent uniquement une « certaine sympathie » entre elles.
Le concept de l'album provient de photographies prises par Jennie Anderson de sans-abris à Thames Embankment. L'apparence d'un homme en particulier suscite l'attention du couple, qui écrit le titre Aqualung en collaboration. La face une du LP, intitulée Aqualung, traite de l'exclusion sociale et esquisse pour cela le portrait de plusieurs personnages. Parmi ceux-ci, le clochard évoqué dans la chanson-titre et une écolière prostituée nommée Cross-Eyed Mary (littéralement « Mary qui louche »). La face une inclut aussi deux chansons autobiographiques et personnelles, dont Cheap Day Return, écrite par Ian Anderson après une visite à son père gravement malade. La face deux, intitulée My God, comprend quant à elle trois chansons —My God, Hymn 43 et Wind-Up— qui brossent une satire féroce de l'Église d'Angleterre sur un ton sarcastique et allusif.
Malgré les titres attribués aux deux faces de l'album et les thèmes qui y sont abordés, Anderson répètera avec persistance que Aqualung n'est pas un album-concept. Il manifeste dans une interview de 2005 présente sur Aqualung Live sa perception de l'album : « J'ai toujours dit à l'époque que ce n'était pas un album-concept ; il s'agit simplement d'un regroupement de chansons à l'instrumentation et aux nuances variées, parmi lesquelles quatre ou cinq forment en quelque sorte la note dominante de l'album. Cela n'en fait pas pour autant un album-concept. À mon sens, lorsque le moment est venu pour composer le prochain album, Thick as a Brick, j'ai alors réfléchi comme cela : « S'ils ont pensé qu'Aqualung était un album-concept... D'accord ! Nous vous montrerons à présent ce qu'est réellement un album-concept ». Et ce dernier s'est fait comme une sorte de satire, de parodie d'un album-concept... Mais Aqualung n'a jamais été pour moi un album-concept. C'est uniquement un regroupement de chansons ».
Le batteur Clive Bunker pensera que la catégorisation de l'album en tant qu'album-concept est principalement dû à un phénomène de bouche-à-oreille : « Il suffit de faire écouter l'album à quelques Américains, leur dire qu'il y a un thème commun liant quelques chansons, puis remarquer le personnage d'Aqualung sur la pochette et subitement le bruit court que Jethro Tull ont fait un album-concept ». Les thèmes explorés par Jethro Tull dans l'album, notamment les effets de l'urbanisation sur l'environnement, et l'influence des structures sociales établies telles que les institutions religieuses, seront approfondis sur la plupart des albums ultérieurs du groupe. La frustration de Ian Anderson concernant la catégorisation de l'album joue un rôle primordial dans l'écriture de Thick as a Brick (1972), album-concept intentionnellement « exagéré » en réponse à la presse.

### Pochette
La pochette originale de l'album est peinte par Burton Silverman. Elle présente un portrait en aquarelle d'un sans-abri barbu aux cheveux longs, portant des vêtements usés. L'inspiration pour la couverture provient d'une photographie prise par la femme de Ian Anderson, Jennie, où elle prend en photo un vagabond de Thames Embankment. Anderson expliquera plus tard qu'il aurait mieux valu utiliser la photographie de Jennie plutôt que de faire peindre la pochette. Anderson affirmera ne pas réellement aimer la pochette de l'album, jugeant la peinture de qualité moyenne. En effet, il se rappelle avoir posé pour une photo qui servira pour la peinture, même si Silverman assure qu'il s'agit d'une peinture sans modèle. L'illustration de Silverman est commandée et achetée par le directeur du label Chrysalis Terry Ellis. Silverman affirme que sa peinture devait être utilisée pour la pochette de l'album uniquement, et non à des fins publicitaires. Il demandera ensuite au groupe une rémunération pour autoriser l'usage de l'œuvre pour la promotion de l'album, ce qui donnera lieu à un différend avec Anderson. L'œuvre originale pour les couvertures avant et arrière de l'album est à présent la propriété d'une famille inconnue, après avoir été vraisemblablement volée d'une chambre d'hôtel à Londres.

## Liste des titres
Toutes les chansons sont écrites et composées par Ian Anderson sauf mention contraire.
| 1. | Aqualung (paroles de Ian Anderson et Jennie Anderson) | 6:34 |
| 2. | Cross-Eyed Mary                                       | 4:06 |
| 3. | Cheap Day Return                                      | 1:21 |
| 4. | Mother Goose                                          | 3:51 |
| 5. | Wond'ring Aloud                                       | 1:53 |
| 6. | Up to Me                                              | 3:15 |

| 1. | My God            | 7:08 |
| 2. | Hymn 43           | 3:14 |
| 3. | Slipstream        | 1:13 |
| 4. | Locomotive Breath | 4:23 |
| 5. | Wind-Up           | 6:01 |

| 12. | Lick Your Fingers Clean                                  | 2:46  |
| 13. | Wind Up (Quad Version)                                   | 5:24  |
| 14. | Excerpts From the Ian Anderson Interview (Mojo Magazine) | 13:59 |
| 15. | A Song for Jeffrey (BBC)                                 | 2:51  |
| 16. | Fat Man (BBC)                                            | 2:57  |
| 17. | Bourée (BBC, composition de Jean-Sébastien Bach)         | 3:57  |

| 12. | Lick Your Fingers Clean                      | 2:49 |
| 13. | Just Trying to Be                            | 1:37 |
| 14. | My God (Early Version)                       | 9:42 |
| 15. | Wond'ring Aloud (13 décembre 1970)           | 1:51 |
| 16. | Wind Up (Early Version)                      | 5:21 |
| 17. | Slipstream (Take 2)                          | 0:54 |
| 18. | Up the 'Pool (Early Version)                 | 1:12 |
| 19. | Wond'ring Aloud, Again (Full Morgan Version) | 7:07 |
| 20. | Life Is a Long Song                          | 3:19 |
| 21. | Up the 'Pool (New Mix)                       | 3:12 |
| 22. | Dr. Bogenbroom                               | 3:00 |
| 23. | From Later                                   | 2:08 |
| 24. | Nursie                                       | 1:37 |
| 25. | US Radio Spot                                | 0:52 |

## Musiciens
- Ian Anderson : chant, guitare acoustique, flûte traversière, production
- Martin Barre : guitare électrique, flûte à bec soprano
- Jeffrey Hammond-Hammond : basse, chœurs sur (4), flûte à bec alto[Note 2]
- John Evan : piano, orgue, mellotron
- Clive Bunker : batterie, percussions

### Musiciens additionnels
- Glenn Cornick : basse (joue avec le groupe lors des répétitions de l'album en juin 1970, dont certaines peuvent aussi avoir été des sessions d'enregistrement - en particulier les premières versions de My God et de Wond'ring Again/Wond'ring Aloud - bien qu'il ne soit pas crédité sur l'album)
- Dee Palmer : arrangements des cordes et direction de l'orchestre

## Classements et certifications
Aqualung se classe à la 4e place des charts britanniques à sa sortie en 1971 et à la 53e lors de sa réédition en 1996. Aux États-Unis il atteint la 7e place du Billboard 200. Il s'est vendu à plus de sept millions d'exemplaires

### Classements
Album
| année | Pays        | Durée du classement | Meilleur classement |
| ----- | ----------- | ------------------- | ------------------- |
| 1971  | Allemagne   | 10 semaines         | 5e                  |
| 1971  | Australie   | 15 semaines         | 3e                  |
| 1971  | Canada      | 54 semaines         | 5e                  |
| 1971  | États-Unis  | 76 semaines         | 7e                  |
| 1971  | Italie      | -                   | 2e                  |
| 1971  | Norvège     | 32 semaines         | 3e                  |
| 1971  | Royaume-Uni | 24 semaines         | 4e                  |
| 1996  | Royaume-Uni | 2 semaines          | 53e                 |
| 1997  | Allemagne   | 2 semaines          | 44e                 |
| 2016  | Autriche    | 1 semaine           | 60e                 |
| 2016  | Espagne     | 1 semaine           | 89e                 |
| 2016  | Italie      | 4 semaines          | 42e                 |
| 2016  | Pays-Bas    | 1 semaine           | 82e                 |
| 2016  | Royaume-Uni | 1 semaines          | 76e                 |

Singles
| Année | Single            | Chart           | Durée du classement | Position |
| ----- | ----------------- | --------------- | ------------------- | -------- |
| 1971  | Hymn 43           | Hot 100         | 2 semaines          | 91e      |
| 1971  | Hymn 43           | RPM Top Singles | 2 semaines          | 86e      |
| 1971  | Locomotive Breath | Top 100         | 21 semaines         | 29e      |
| 1976  | Locomotive Breath | Hot 100         | 8 semaines          | 62e      |
| 1976  | Locomotive Breath | RPM Top Singles | 5 semaines          | 86e      |

### Certifications
| Pays        | Certification | Ventes      | Date       |
| ----------- | ------------- | ----------- | ---------- |
| États-Unis  | 3 × Platine   | 3 000 000 + | 10/11/1989 |
| Allemagne   | Or            | 250 000 +   | 2008       |
| Royaume-Uni | Or            | 100 000 +   | 22/07/2013 |